# Oceania Women's Sevens Championship
El Oceania Sevens Femenino es un torneo de selecciones de rugby 7 que se realiza en Oceanía desde 2007.

## Historia
El torneo se creó en 2007 y se disputa anualmente. 
Actualmente sirve como clasificatorio para las siguientes competiciones:
- Challenger Series
- Copa del Mundo de Rugby 7
- Juegos de la Mancomunidad
- Juegos Olímpicos

## Campeonatos
| Edición | Año  | Sede         | Campeón       | Resultado   | 2º puesto     |
| ------- | ---- | ------------ | ------------- | ----------- | ------------- |
| I       | 2007 | Port Moresby | Fiyi          | 31 - 5      | Samoa         |
| II      | 2008 | Apia         | Australia     | 22 - 15     | Nueva Zelanda |
| III     | 2012 | Lautoka      | Nueva Zelanda | 35 - 24     | Australia     |
| IV      | 2013 | Noosa        | Australia     | 22 - 10     | Fiyi          |
| V       | 2014 | Noosa        | Nueva Zelanda | 31 - 10     | Australia     |
| VI      | 2015 | Auckland     | Fiyi          | 55 - 0      | Samoa         |
| VII     | 2016 | Suva         | Australia     | Robin Round | Fiyi          |
| VIII    | 2017 | Suva         | Nueva Zelanda | 12 - 5      | Australia     |
| IX      | 2018 | Suva         | Australia     | 14 - 10     | Nueva Zelanda |
| X       | 2019 | Suva         | Australia     | 24 - 12     | Nueva Zelanda |
| XI      | 2021 | Townsville   | Nueva Zelanda | Robin Round | Australia     |
| XII     | 2022 | Pukekohe     | Nueva Zelanda | Robin Round | Australia     |
| XIII    | 2023 | Brisbane     | Australia     | 26 - 0      | Fiyi          |
| XIV     | 2024 | Honiara      | Fiyi          | 14 - 5      | Samoa         |

## Posiciones
- Número de veces que las selecciones ocuparon las dos primeras posiciones en todas las ediciones.

| Selección     | Campeón | 2º puesto |
| ------------- | ------- | --------- |
| Australia     | 6       | 5         |
| Nueva Zelanda | 5       | 3         |
| Fiyi          | 4       | 4         |
| Samoa         |         | 3         |